# Gabriel Romain Filhot de Marans
Gabriel Romain Filhot de Marans est un homme politique français né le 22 octobre 1753 à Bordeaux (Gironde) et mort le 27 janvier 1830 à Saint-Selve (Gironde).

## Biographie
Magistrat, propriétaire à Saint-Selve et conseiller général, il est député de la Gironde de 1815 à 1816, siégeant dans la majorité de la Chambre introuvable.

### Sources
- « Gabriel Romain Filhot de Marans », dans Adolphe Robert et Gaston Cougny, Dictionnaire des parlementaires français, Edgar Bourloton, 1889-1891 [détail de l’édition]